# Macintosh互換機
Macintosh互換機（マッキントッシュごかんき）は、AppleのClassic Mac OSを搭載しMacintoshと互換性を有するパーソナルコンピュータ。Mac OS互換機、マック・クローンとも呼ばれる。
広義ではAppleのライセンスを受けているか否かにかかわらずMacintoshの互換機全般を指し、狭義では1995年から1998年頃にかけてAppleのライセンスを受けて発売されたMacintoshの互換機を指す。本項では後者について説明する。

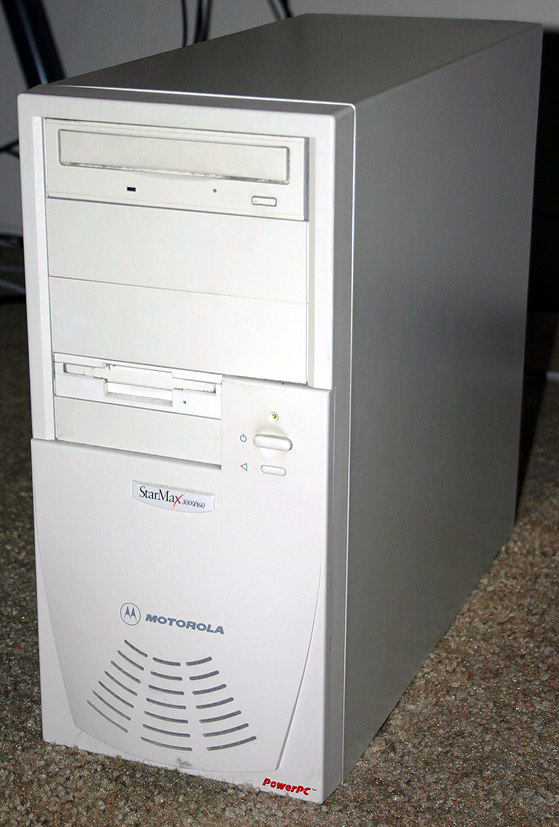
モトローラのMacintosh互換機：StarMax 3000/160MT

## 経緯
1994年9月、Appleは、低下しつづけるシェアを奪回するために、他社にオペレーティングシステム (OS) のライセンス供給を行なって互換機の製造を認め、多様な製品を提供することによってMacintoshの市場拡大を図る戦略を打ち出した。
これを受けて、Appleが採用していたPowerPCを共同開発したモトローラとIBMをはじめ、パイオニア等がAppleとライセンス契約を結んだ。IBMは自社でMacintosh互換機を発売するのではなく、他社にサブライセンスを行なう道を選んだ。1995年にはMacintoshのオペレーティングシステムも稼働できるハードウェア仕様であるCHRPが発表された。
1995年1月には米国でパワーコンピューティング (Power Computing) とラディウス (Radius) がMacintosh互換機を発売。その後、米国ではモトローラ、デイスターデジタル（DayStar Digital）、台湾のUMAXからもMacintosh互換機が発売された。
日本においては、1995年5月にパイオニアが初の互換機を発売。IBMからサブライセンスを受けUMAXからロジックボードの提供を受けたアキアからも互換機が発売されたほか、モトローラ、ラディウス、デイスターデジタル、UMAXも日本市場へ参入した。
各社から発売された製品は、マルチプロセッサーモデル、音質に力を入れたモデルなどの多彩なものであった。しかしながら、1997年頃にはPower Macintosh 4400が互換機と基本的には同じCHRPベースのロジックボードを採用するなどで、Macintoshも十分に安価になっており、互換機の価格面でのアドバンテージはさほど大きなものではなかった。
1997年1月にリリースされたMac OS 7.6は初めて正式にMac OSという名を名乗った。これはMacintosh互換機の発売により、Appleが発売するMacintoshのハードウェアと、Appleのみならず互換機メーカーも搭載するOSとを明確に区別する必要が生じたためであった。

## 互換機の終焉とその後
1997年にスティーブ・ジョブズがAppleに復帰すると、互換機は市場の成長に寄与しないばかりか、むしろApple製Macintoshの競争相手になっているとして、同年7月発売のMac OS 8は他社へのライセンス供給を行わないことを表明し、互換機戦略は撤回された。これにより、互換機メーカーは、パーソナルコンピュータ市場からの撤退や、PC/AT互換機への方向転換を余儀なくされた。互換機最大手のパワーコンピューティングは同年9月にAppleに買収された。Macintosh互換機の製造は、1998年12月末までにすべて打ち切られ、Mac OSを搭載するパーソナルコンピュータは再びAppleのみから発売されることになった。
2008年4月、米国サイスターより「EFI V8エミュレータを搭載し、Mac OS Xが動作する互換機が発表されるが、Appleのライセンスを受けていない不正な互換機であり、動作にはいくつかの不具合が報告されている。2009年12月にはAppleとの和解（サイスターが著作権侵害を認め267万ドル以上の賠償金を支払うというもの）を受けて販売が中止された。

## 主要な互換機メーカー
- アキア：MicroBook Powerシリーズ - 省スペースパソコン
- デイスターデジタル (DayStar Digital)：Genesis MPシリーズ - マルチ・プロセッサーモデル
- モトローラ：StarMaxシリーズ
- パイオニア：MPCシリーズ - 高音質なスピーカーを搭載
- MaxxBoxx（英語版）
- パワーコンピューティング (Power Computing)：PowerTower Pro、PowerCenter、PowerBaseシリーズ
- ラディウス (Radius)：System 100、System 81/110 - 画像処理やDTPに特化
- UMAX：Pulsar、Apusシリーズ / SuperMacシリーズ